# Friedel Trapp
Friedel Trapp (* 8. März 1932; † im 21. Jahrhundert) war ein deutscher Fußballspieler, der in der Saison 1957/58 als Stürmer von TuRa Ludwigshafen in der Fußball-Oberliga Südwest mit 28 Treffern die Torschützenliste angeführt hat.

## Laufbahn

### Ludwigshafen, 1952 bis 1961
Der 20-jährige Offensivspieler Friedel Trapp kam im Sommer 1952 aus der Gemeinde Heßheim – im damaligen Landkreis Frankenthal gelegen – zum Südwest-Oberligisten Phönix Ludwigshafen. Am dritten Spieltag, den 7. September 1952, erlebte er sein Debüt in der Oberliga. Bei der 2:5-Heimniederlage von Phönix gegen Wormatia Worms kam Trapp als rechter Halbstürmer zum Einsatz. In fünf Runden – einschließlich der Saison 1956/57 – konnte er sich keinen Platz in der Stammformation von Phönix erkämpfen. In seinem fünften Jahr bei Phönix, 1956/57, kam er nur bei der Auswärtsbegegnung am 24. März 1957 bei Saar 05 Saarbrücken zu einem Oberligaeinsatz. Zur Stammformation – diese setzte sich aus den Spielern Rolf Lukan, Wilfried Pilkahn, Heinz Kempf, Werner Pohl, Fritz Gläser, Robert Heinrich, Walter Dächert und Helmut Oster zusammen – gehörte Friedel Trapp nicht. Lediglich 19 Spiele mit drei Toren stehen in seiner Bilanz bei Phönix Ludwigshafen von 1952 bis 1957 zu Buche. Zur Runde 1957/58 unterschrieb er einen Vertrag beim Lokalrivalen TuRa Ludwigshafen – TuRa war gerade wieder in die Oberliga zurückgekehrt – und unternahm einen zweiten Anlauf um sich in der Oberliga Südwest zu behaupten.
Der Turn- und Rasensportverein 1882 landete mit 27:33 Punkten und 58:63 Toren auf dem 10. Platz und konnte damit als Aufsteiger den Klassenerhalt bewerkstelligen. Der bei Phönix nicht zum Zug gekommene Trapp bestritt alle 30 Oberligaspiele für TuRa und schoss sich mit 28 Toren sensationell an die Spitze der Torjägerliste im Südwesten. Nur noch Albert Adlfinger absolvierte neben Trapp alle 30 Oberligaspiele in dieser Runde für die „Kornblumenblauen“ von TuRa. Als zweitbester Torschütze zeichnete sich vereinsintern der Nachwuchsspieler Rudolf Kraft mit zwölf Treffern aus. Trapp schoss jeweils zwei Tore gegen Borussia Neunkirchen, 1. FC Kaiserslautern, Wormatia Worms und 1. FC Saarbrücken; drei Treffer gelangen ihm jeweils in den zwei Spielen gegen den FV Speyer und je einmal gegen VfR Kaiserslautern und SV St. Ingbert. Besonders eindrucksvoll endete für ihn das erste Derby gegen seinen bisherigen Verein Phönix Ludwigshafen. Beim 4:2-Heimsieg am 29. September 1957 zeichnete er sich als vierfacher Torschütze aus. In der Südwest-Torschützenliste rangierten Rudi Dörrenbächer und Helmut Kapitulski mit je 24 Toren auf dem zweiten Rang, vor Karl Ringel (23) und Herbert Martin mit 21 Toren.
In der zweiten Runde bei TuRa, 1958/59, konnten die „Blauen“ zwar mit 22:38 Punkten knapp die Klasse erhalten, erzielten aber mit 38 Toren sogar zwei Tore weniger als das Schlusslicht SpVgg Weisenau mit 15:45 Punkten. Trapp schoss 15 Tore und war damit Garant für die weitere Ligazugehörigkeit. Trapp wurde in den nächsten zwei Runden von Wolfgang Wittemaier vereinsintern als Torjäger abgelöst und wechselte zur Runde 1961/62 zum Oberligaabsteiger VfR Frankenthal in die 2. Liga Südwest. Von 1957 bis 1961 hatte Trapp in 89 Oberligaspielen für TuRa Ludwigshafen 49 Tore erzielt.

### Frankenthal, 1961 bis 1969
Trapp gelang mit seiner neuen Mannschaft in der Saison 1961/62 der sofortige Wiederaufstieg in die Oberliga Südwest. Als Vizemeister stieg die Mannschaft vom Ostparkstadion gemeinsam mit dem Meister SV Niederlahnstein auf. Niederlahnstein erlebte in der Oberliga ein sportliches Fiasko und kam als Schlusslicht mit 3:57 Punkten im letzten Jahr der Fußball-Oberliga 1962/63 aus der Runde. Frankenthal hatte mit 0:6 Punkten und 2:10 Toren Startschwierigkeiten, gehörte aber am Rundenende zusammen mit dem FSV Mainz 05, VfR Kaiserslautern und dem BSC Oppau als Tabellenelfter dem hinteren Mittelfeld an. Friedel Trapp schoss sich dagegen mit 24 Treffern auf den dritten Rang in der Südwesttorschützenliste. Angeführt wurde diese von Dieter Krafczyk mit 29 Toren vor Winfried Richter mit 27 Treffern. Walter Emler war mit sieben Toren der zweitbeste Frankenthaler Torschütze. Insgesamt hat Friedel Trapp in der Fußball-Oberliga Südwest von 1952 bis 1963 für die Vereine Phönix und TuRa Ludwigshafen sowie den VfR Frankenthal 138 Spiele absolviert und dabei 76 Tore erzielt.
Da ab der Saison 1963/64 die neue Fußball-Bundesliga die Spitze im deutschen Fußball darstellte, gehörte Frankenthal der Fußball-Regionalliga Südwest an. Nach den ersten zwei Runden mit dem 15. und 12. Rang konnte sich Frankenthal im Weltmeisterschaftsjahr 1965/66 auf den siebten Rang nach vorne arbeiten. Dabei kam der 34-jährige Trapp mit 22 Treffern in der Südwest-Torschützenliste gemeinsam mit Werner Hölzenbein auf den dritten Rang. Emil Poklitar und Karl-August Tripp belegten die beiden ersten Plätze. In den folgenden drei Runden ging es sportlich in Frankenthal aber bergab und 1968/69 stieg der VfR aus der Regionalliga Südwest ab. Der 37-jährige Angreifer Friedel Trapp bestritt am Schlusstag der Runde, am 11. Mai 1969, beim 4:1-Heimerfolg gegen den FC 08 Homburg sein letztes Regionalligaspiel. Nochmals trug er sich mit zwei Treffern in die Torschützenliste ein. Insgesamt hat Trapp von 1963 bis 1969 für Frankenthal 145 Spiele absolviert und dabei 55 Tore in der Regionalliga Südwest erzielt.